# Eta Andromedae
η Andromedae (Eta Andromedae, kurz η And) ist ein dem bloßen Auge recht lichtschwach erscheinender spektroskopischer Doppelstern im Sternbild Andromeda. Die scheinbare Gesamthelligkeit dieses gelborange schimmernden Sternpaars beträgt 4,42m. Nach Parallaxen-Messungen der Raumsonde Gaia beträgt seine Entfernung von der Erde etwa 260 Lichtjahre.
Die Doppelsternnatur von η And wurde durch eine Reihe von Spektren, die von ihm von 1899 bis 1900 genommen wurden, entdeckt. Durch weitere spektroskopische Beobachtungen konnte 1946 das Orbit der Komponenten umeinander bestimmt werden. Da spektroskopische Untersuchungen nur die Radialgeschwindigkeit des Sterns in Richtung auf den Betrachter oder von ihm weg zeigen, lassen sich mit dieser Methode nicht alle Bahnelemente ermitteln. Mittels von 1990 bis 1992 durchgeführten Messungen mit dem Mark III-Sterninterferometer des im US-amerikanischen Bundesstaat Kalifornien gelegenen Mount-Wilson-Observatoriums konnte η And interferometrisch aufgelöst werden. Nach Beendigung ihrer Studie veröffentlichten C. A. Hummel et al. 1993 vollständigere Angaben des Orbits der Komponenten von η And.
Demnach besteht η And aus zwei sehr ähnlichen Unterriesen oder Riesensternen der Spektralklasse G8, die einander mit einer Periode von 115,7 Tagen umkreisen. Die beiden Komponenten werden als η And Aa und η And Ab bezeichnet. Die große Halbachse ihres mit einer Exzentrizität von 0.006 ± 0.002 fast kreisförmigen Orbits beträgt 10,4 Millibogensekunden. Die Bahnebene ist um (30,5 ± 0,4)° gegen die Sichtlinie zur Erde geneigt. Die Hauptkomponente besitzt etwa 2,6 Sonnenmassen und die 65-fache Sonnenleuchtkraft, der Begleiter ungefähr 2,3 Sonnenmassen und die 39-fache Sonnenleuchtkraft. Die effektive Temperatur der Chromosphären beider Komponenten beträgt circa 4900 Kelvin.
Der Washington Double Star Catalog verzeichnet eine 12,34m helle dritte Komponente η And B, die auch die Bezeichnung UCAC2 39957553 trägt und im Jahr 2001 etwa 129,3 Bogensekunden vom Doppelsternpaar η And Aa,Ab unter einem Positionswinkel von 232° entfernt stand. Es handelt sich aber nur um einen scheinbaren Begleiter, der zufällig auf derselben Sichtlinie liegt. Er ist den Parallaxen-Messungen Gaias zufolge mit einer Distanz von etwa 1270 Lichtjahren wesentlich weiter von der Erde entfernt.